# Highwayman (Fernsehserie)
Highwayman ist eine US-amerikanische Actionserie mit Sam J. Jones in der Hauptrolle. Die Serie, die in der nahen Zukunft spielt, wurde von Glen A. Larson und Douglas Heyes kreiert. Der Pilotfilm (in Deutschland meist als zwei Serienfolgen ausgestrahlt) wurde am 20. September 1987 im US-amerikanischen Fernsehen bei NBC präsentiert und führte zu einer kurzlebigen Serie, die aus nur neun Folgen bestand. Zwischen Pilotfilm und Serie wurden einige Veränderungen an Besetzung und Format durchgeführt. Von Fans und Kritikern wurde die Serie oft als eine Mischung aus Mad Max und Knight Rider angesehen.

## Handlung
Der Pilotfilm und die Serie handeln von einer mysteriösen Gruppe von US-Marshals, den sogenannten „Highwaymen“. Ihre Aufgabe ist es, Verbrechen zu bekämpfen und bizarre Phänomene zu verfolgen. Jeder Highwayman besitzt zu diesem Zweck einen besonderen High-Tech-Lastwagen mit vielen besonderen Ausstattungen.
Der Pilotfilm stellte den Helden der Serie vor, der nur als „Highwayman“ (oder „Highway“) bekannt ist. Von ihm und seiner Vergangenheit erfährt der Zuschauer kaum etwas. Highway fährt einen computerunterstützten High-Tech-Truck mit einer kugelförmigen Fahrerkabine, die in Wirklichkeit zu einem Helikopter (einem Aérospatiale SA 341/342) gehört. Im Laderaum befindet sich noch ein futuristischer Sportwagen. Gleichzeitig tauchten noch seine Geliebte (Claudia Christian) und Mr. Toto (Stanford Egi) auf, ein orientalisches Technikgenie, der eine Methode erfindet, den Truck unsichtbar zu machen. Highway trifft im Laufe des Films auf den skrupellosen Merrick, einem Autodieb. Nur mit Hilfe von fünf Outlaws kann er Merrick aufhalten.
Nach dem Pilotfilm kehrten nur Highwayman und sein Truck in der Serie zurück. Nun handelte Highwayman nicht mehr allein. An seine Seite als nicht ständiger Partner und Sidekick trat Jetto, ein etwas unkonventioneller Highwayman. Zudem bekam er einen Boss namens Tania Winthrop und D.C. Montana als Technikspezialisten.
Jetto bekam einen Truck, aus dem ein futuristisches Auto abgeteilt werden konnte.
Es wurde nie genau geklärt, wem die Highwaymen unterstehen. Offensichtlich stehen sie jenseits der Polizei, kommen aber auch mit den örtlichen Behörden in Konflikt. Obwohl die Organisation Ähnlichkeiten mit der „Foundation für Recht und Verfassung“ aus Knight Rider aufweist, schienen die Bosse von Highwayman sehr viel mysteriöser.
Obwohl die Serie nur sehr kurz lief, wurde sie erfolgreich in Frankreich und Großbritannien gezeigt und hatte auch im deutschsprachigen Raum sehr viele Fans.
Nach nur neun Episoden wurde die Serie beendet. Es gab eine Reihe von Gründen, die gegen die Fortsetzung sprachen. So waren die Einschaltquoten in den USA nicht hoch genug, um die hohen Produktionskosten zu decken. Zudem änderte sich zu dieser Zeit das Konzept der amerikanischen Fernsehserien von Comic-Abenteuern hin zu mehr politisch korrekten Serien in den 1990ern.

## Synchronisation
Die deutsche Fassung entstand bei Rainer Brandt Filmproductions GmbH Anfang der 1990er Jahre und wurde ab 1991 auf ProSieben gezeigt. Das Dialogbuch schrieb Rainer Brandt, der auch die Dialogregie führte.
Ende der 1980er Jahre erschien der Pilotfilm erstmals synchronisiert auf VHS-Kassette. Beide Synchronfassungen stammen von Rainer Brandt Filmproductions GmbH.
| Rolle          | Schauspieler         | Synchronsprecher     | VHS Highwayman – Der Höllentripp |
| -------------- | -------------------- | -------------------- | -------------------------------- |
| Highwayman     | Sam J. Jones         | Tilo Schmitz         | Kurt Goldstein                   |
| Dawn           | Claudia Christian    | –                    | Inken Sommer                     |
| Mr. Toto       | Stanford Egi         | –                    | Santiago Ziesmer                 |
| Tanya Winthorp | Jane Badler          | Viola Sauer          | –                                |
| D.C. Montana   | Tim Russ             | Mario von Jascheroff | –                                |
| Jetto          | Mark „Jacko“ Jackson | Gerald Paradies      | –                                |
| Erzähler       | William Conrad       | Rainer Brandt        | Rainer Brandt                    |

## Episoden
1. Highwayman – "Highwayman" (Pilotfilm) (The Highwayman – Terror on the Blacktop): Highway jagt einen skrupellosen Autodieb.
2. Menschen aus Stahl (Road Ranger/Road Lord): Ein ehemaliger Highwayman wird ermordet, Highway ermittelt.
3. Das Ding aus dem All (The Hitchhiker): Highway soll einen abgestürzten Alien in ein Labor bringen.
4. Duell unter Freunden (Til Death Duel Us Part): Highway hilft seinem alten Ausbilder Cody, aus dem Gefängnis auszubrechen.
5. Besuch aus der Zukunft (Summer of 45): Der Wissenschaftler Edward Travers und Tanja reisen durch einen Riss in das Jahr 1945, in dem Edwards Vater die erste Atombombe zündete.
6. Kampf der Klone (Send in the Clones): Highway nimmt einen Anhalter mit, der kurz darauf vom Militär verhaftet wird. Er geht der Sache nach.
7. Die Organbank der Multimillionäre (Billionaire Body Club): Eine Stiftung für junge Künstler sammelt in Wahrheit die Körperteile junger Menschen, um sie an kranke Reiche zu verkaufen.
8. Techno-Albträume (Frightmare): Highway beschützt einen Mafia-Kronzeugen, weswegen Tanja als Geisel genommen wird.
9. Das Verräterquartett (Warzone): Jetto wird unter Drogen gesetzt und sieht in seinen Erinnerungen, dass ihn jemand umbringen wollte. Nun will er sich rächen.
10. Die heiligen Krieger (Haunted Highway): Ein Ingenieur kommt in einem Indianerreservat unter seltsamen Umständen zu Tode.